# Arndt Büssing
Arndt Büssing (* 21. Juli 1962 in Düsseldorf) ist ein deutscher Arzt und Professor an der medizinischen Fakultät der Universität Witten/Herdecke mit dem Arbeitsschwerpunkt „Lebensqualität, Spiritualität und Coping“.

## Leben
Nach dem Studium der Humanmedizin an der Medizinischen Fakultät der RWTH Aachen von 1984 bis 1991 promovierte er 1994 im Bereich Kinderheilkunde/Humangenetik mit einer Arbeit über Schwesterchromatidaustauschrate bei Kindern mit akuter lymphatischer Leukämie. Danach arbeitete er als Assistenzarzt in der Abteilung für Medizinische Immunologie am Klinikum der RWTH Aachen, bevor er Leiter der Abteilung für angewandte Immunologie der Krebsforschung Herdecke e.V. am Gemeinschaftskrankenhaus Herdecke wurde. 2002 folgte seine Habilitation im Fach Experimentelle Medizin – Klinische und experimentelle Phytotherapie und eine Anstellung als wissenschaftlicher Mitarbeiter am Lehrstuhl für Medizintheorie und Komplementärmedizin an der Universität Witten/Herdecke. Seit 2010 ist er dort Professor für den Bereich Lebensqualität, Spiritualität und Coping.
Von 2012 bis 2014 war Büssing externer leitender Mitarbeiter am Freiburg Institute for Advanced Studies (FRIAS) der Albert-Ludwigs-Universität Freiburg und von 2017 bis 2023 externer Forschungsprofessor bei IUNCTUS - Kompetenzzentrum für Christliche Spiritualität der Philosophisch-Theologischen Hochschule (PTH) Münster. Er war von 2004 bis 2023 Co-Schriftleiter der „Deutschen Zeitschrift für Onkologie“ und ist seit 2020 Co-Editor-in-Chief des Journals „Religions“. Büssing ist im Vorstand der Internationalen Gesellschaft Gesundheit und Spiritualität (IGGS) und non-residential Faculty Scholar des Center for Spirituality, Theology and Health, Duke University Medical Center.
Außerdem ist er Komponist und Texter Neuer Geistlicher Lieder (NGL). Seine Lieder für den ökumenischen Gottesdienst sind in verschiedenen Liederbüchern und auf CDs erschienen.

## Produktionen
- 1987 – „Drachentrostlieder für (krebskranke) Kinder zum Zuhören und Mitsingen“ – Zaitenspiel
- 1994 – „Zaubervogellieder – Neue Kinderlieder“ – Zaitenspiel
- 2003 – „Zurück in Deine Hände – Ein Pop-Oratorium auf dem Weg von Emmaus und zurück“ – Ensheva
- 2005 – „Meine Seele lege ich in eine Hände“ – Eva Mattes liest Zen-inspirierte Psalmen von Arndt Büssing und Texte von Willigis Jäger (Theseus-Verlag, Berlin)
- 2019 – „Eine Brücke zwischen dir und mir“ (Im Auftrag der Franziskaner Mission, Dortmund; Text und Musik: Arndt Büssing)

## Lieder
- 1985 – „Manchmal“ (Deutscher Evangelischer Kirchentag, Düsseldorf 1985; Text Wilhelm Bruners; Musik: Arndt Büssing)
- 1990 – „Ein Segen (Einen Mund, ein gutes Wort zu sprechen)“ (Text: Arndt Büssing; Musik: Reinhard Horn)
- 1993 – „Ganz behutsam fängt es an“ (Text: Rolf Krenzer; Musik: Arndt Büssing)
- 2006 – „In Deinem Licht (Wir finden Schutz unter deinen Flügeln)“, (Deutscher Evangelischer Kirchentag, Köln 2007;  Text: Hans-Jürgen Netz; Musik: Arndt Büssing)
- 2010 – „Wie könnten wir verloren gehn“ (Ökumenischer Kirchentag 2010) (Text: Arndt Büssing; Musik: Fritz Baltruweit)
- 2013 – „Dein Glaube ist größer“ (im Auftrag von Erzbischof Zygmunt Zimowski, ehem. Präsident des Päpstlichen Rates für die Krankenpastoral, für den 21. Welttag der Kranken in Deutschland) (Text und Musik: Arndt Büssing)
- 2019 – „Eine Brücke zwischen dir und mir“ (Im Auftrag der Franziskaner Mission, Dortmund; Text und Musik: Arndt Büssing)

## Bücher
- 2000 – Mistletoe. The Genus Viscum, Harwood Academic Publishers, Amsterdam.
- 2001 – Regen über den Kiefern. Zen-Meditation für chronisch Kranke und Tumorpatienten. Mit einem Geleitwort SH der Dalai Lama von Tibet, Johannes M. Mayer Verlag, Stuttgart.
- 2003 – Der Tau am Morgen ist weiser als wir. Alte und neue Zen-Geschichten. Theseus-Verlag, Berlin.
- 2003 – Am anderen Ufer des Meeres. Zen-inspirierte Psalmen, Theseus-Verlag, Berlin.
- 2006 – Spiritualität, Krankheit und Heilung – Bedeutung und Ausdrucksformen der Spiritualität in der Medizin, Verlag für Akademische Schriften, Frankfurt.
- 2007 – Gesegnet sein, zum Segen werden – Impulse, Texte und Lieder für die Praxis, Butzon & Bercker, Kevelaer.
- 2010 – Gesungene Gebete, geflüsterte Worte – Meditieren mit Psalmen, Matthias-Grünewald-Verlag, Ostfildern.
- 2011 – Spiritualität transdisziplinär. Transdisziplinäre wissenschaftliche Grundlagen im Zusammenhang mit Gesundheit und Krankheit. Springer-Verlag, Stuttgart.
- 2015 – „Dem Gutes tun, der leidet“. Hilfe kranker Menschen – interdisziplinär betrachtet. Springer-Verlag, Stuttgart.
- 2017 – Zwischen Spirit und Stress. Die Seelsorgenden in den deutschen Diözesen. Echter-Verlag, Würzburg.
- 2019 – Spiritualität in der Managementpraxis. Herder-Verlag, Freiburg.
- 2019 – Geistliche Trockenheit. Empirisch, theologisch, in der Begleitung. Aschendorff-Verlag, Münster.
- 2021 – Spiritual Needs in Research and Practice. The Spiritual Needs Questionnaire as a Global Resource for Health and Social Care. Pelgrave McMillan, Cham.
- 2021 – Gottes Unverfügbarkeit und die dunkle Nacht. Vom Umgang mit der geistlichen Trockenheit. Pustet Verlag, Regensburg
- 2022 – Quo vadis RKW? Tradition im Wandel. Evaluierung der Religiösen Kinderwochen 2019. Echter Verlag, Würzburg
- 2022 – Utopie und Wirklichkeit: Spiritualität als Vollendung des eigenen Wachstums. Verlagsgruppe Mainz, Mainz
- 2023 – Die Wort‐Gottes‐Feier. Aktuelle Praxis und Perspektiven einer lebendigen Liturgieform. Verlag Friedrich Pustet, Regensburg
- 2024 – Innehalten. Vom Einfluss ehrfürchtigen Staunens auf das Wohlbefinden. Verlag Friedrich Pustet, Regensburg
- 2024 – Spiritual Care & Existential Care interprofessionell. Handbuch spiritueller und existentieller Begleitung in der Gesundheitsversorgung. Springer-Verlag, Berlin
- 2024 – Curriculum Spiritual / Existential Care interprofessionell (SpECi©) für alle Berufsgruppen im Gesundheitswesen. Pallia Med Verlag, Bonn